# 顏寶鈴
顏寶鈴，BBS，JP，福建德化人，香港企业家、政治人物，第十二屆和第十三屆港區全國人大代表 港區全國人大代表、第十四屆全國政協委員丶香港上市公司飛達控股（港交所：1100）副主席兼董事總經理、香港中華總商會常務會董、香港保良局戊子年董事會主席、香港仁愛堂癸未年主席、全國婦女聯合會執委、全國僑聯常務委員等。於2001年獲得頒授香港青年工業家獎，為香港社會公益捐資過千萬港元。

## 生平
80年代由福建來港
2012年12月，顏寶鈴參與第十二屆港區全國人大代表選舉，首次參選便成功當選。
顏禧強、顏寶鈴兩夫婦為香港賽馬會會員，自2015-2016馬季開始成為馬主，擁有名下賽駒「赤水神駒」。

## 相關
- 保良局顏寶鈴書院
- 仁愛堂顏寶鈴幼稚園（页面存档备份，存于）